# Leiophron borealis
Leiophron borealis är en stekelart som beskrevs av Loan 1974. Leiophron borealis ingår i släktet Leiophron och familjen bracksteklar. Inga underarter finns listade i Catalogue of Life.